# Wijken en buurten in Bergen (Noord-Holland)
De Nederlandse gemeente Bergen is voor statistische doeleinden onderverdeeld in wijken en buurten. De gemeente is verdeeld in de volgende statistische wijken:
- Wijk 01 Bergen Binnen (CBS-wijkcode:037301)
- Wijk 02 Bergen aan Zee (CBS-wijkcode:037302)
- Wijk 03 Buitengebied Bergen (CBS-wijkcode:037303)
- Wijk 04 Egmond aan Zee (CBS-wijkcode:037304)
- Wijk 05 Egmond-Binnen (CBS-wijkcode:037305)
- Wijk 06 Egmond aan den Hoef (CBS-wijkcode:037306)
- Wijk 07 Schoorl (CBS-wijkcode:037307)

Een statistische wijk kan bestaan uit meerdere buurten. Onderstaande tabel geeft de buurtindeling met kentallen volgens het Centraal Bureau voor de Statistiek (2008):
| CBS-buurtcode | Buurtnaam                       | Inwonertal | Opp. totaal (ha) | Opp. land (ha) | Ligging                |
| ------------- | ------------------------------- | ---------- | ---------------- | -------------- | ---------------------- |
| BU03730101    | Bergen-Centrum                  | 520        | 14               | 14             | Locatie in de gemeente |
| BU03730102    | Van Reenen                      | 620        | 41               | 41             | Locatie in de gemeente |
| BU03730103    | Boschrand                       | 1160       | 46               | 46             | Locatie in de gemeente |
| BU03730104    | Negen-Nessen                    | 510        | 24               | 24             | Locatie in de gemeente |
| BU03730105    | Landweg                         | 400        | 5                | 5              | Locatie in de gemeente |
| BU03730106    | Oudtburgh                       | 200        | 34               | 33             | Locatie in de gemeente |
| BU03730107    | De Rekere                       | 1500       | 36               | 36             | Locatie in de gemeente |
| BU03730108    | Elkshove                        | 460        | 22               | 22             | Locatie in de gemeente |
| BU03730109    | Saenegheest                     | 1460       | 30               | 30             | Locatie in de gemeente |
| BU03730110    | Tuin-en Oostdorp                | 1210       | 31               | 31             | Locatie in de gemeente |
| BU03730111    | Boendermaker                    | 1040       | 28               | 28             | Locatie in de gemeente |
| BU03730112    | Kruidenbuurt                    | 500        | 15               | 15             | Locatie in de gemeente |
| BU03730113    | Conincx                         | 630        | 8                | 8              | Locatie in de gemeente |
| BU03730114    | Beekhove                        | 520        | 11               | 11             | Locatie in de gemeente |
| BU03730115    | Oldehove                        | 120        | 9                | 9              | Locatie in de gemeente |
| BU03730116    | Geest                           | 870        | 31               | 31             | Locatie in de gemeente |
| BU03730117    | Westdorp                        | 370        | 91               | 89             | Locatie in de gemeente |
| BU03730200    | Bergen aan Zee                  | 430        | 131              | 131            | Locatie in de gemeente |
| BU03730300    | Buitengebied Bergen             | 530        | 2694             | 2666           | Locatie in de gemeente |
| BU03730400    | Egmond aan Zee                  | 2680       | 66               | 66             | Locatie in de gemeente |
| BU03730401    | Prins Hendrik Stichting         | 140        | 6                | 6              | Locatie in de gemeente |
| BU03730402    | Zuid I en II                    | 1620       | 69               | 69             | Locatie in de gemeente |
| BU03730403    | Sportlaan                       | 580        | 36               | 36             | Locatie in de gemeente |
| BU03730500    | Egmond-Binnen                   | 2700       | 1050             | 1046           | Locatie in de gemeente |
| BU03730501    | Rinnegom                        | 210        | 227              | 226            | Locatie in de gemeente |
| BU03730600    | Egmond aan Den Hoef             | 2510       | 385              | 383            | Locatie in de gemeente |
| BU03730601    | Slotplan                        | 750        | 9                | 9              | Locatie in de gemeente |
| BU03730602    | Wimmenum                        | 210        | 326              | 322            | Locatie in de gemeente |
| BU03730609    | Verspreide huizen Egmondermeer  | 280        | 993              | 980            | Locatie in de gemeente |
| BU03730700    | Schoorl met Bregtdorp           | 3210       | 852              | 848            | Locatie in de gemeente |
| BU03730701    | Schoorldam (gedeeltelijk)       | 240        | 68               | 64             | Locatie in de gemeente |
| BU03730702    | Aagtdorp                        | 610        | 949              | 948            | Locatie in de gemeente |
| BU03730703    | Catrijp                         | 350        | 190              | 190            | Locatie in de gemeente |
| BU03730704    | Groet met Hargen                | 1720       | 315              | 315            | Locatie in de gemeente |
| BU03730705    | Camperduin                      | 290        | 93               | 93             | Locatie in de gemeente |
| BU03730709    | Verspreide huizen in de polders | 80         | 862              | 836            | Locatie in de gemeente |